# Айсаринський сільський округ
Айсари́нський сільський округ (каз. Айсары ауылдық округі, рос. Айсаринский сельский округ) — адміністративна одиниця у складі Костанайського району Костанайської області Казахстану. Адміністративний центр — село Айсари.
Населення — 2400 осіб (2021; 2885 у 2009, 3624 у 1999, 3877 у 1989).
Станом на 1989 рк існували Глазуновська сільська рада (села Глазуновка, Семеновка, селище Степний) та Половниковська сільська рада (села Жаксилик, Половниковка). Село Жаксилик було ліквідоване 2017 року, Половниковський сільський округ перетворено в сільську адміністрацію. 2018 року Глазуновський сільський округ перейменованов Айсаринський. 2019 року було ліквідовано Половниковську сільську адміністрацію, територія увійшла до складу Айсаринського сільського округу.

## Склад
До складу округу входять такі населені пункти:
| Населений пункт    | Старі назви | Населення, осіб (1989) | Населення, осіб (1999) | Населення, осіб (2009) | Населення, осіб (2021) |
| ------------------ | ----------- | ---------------------- | ---------------------- | ---------------------- | ---------------------- |
| Айсари, село       | Глазуновка  | 1340                   | 1239                   | 1169                   | 1177                   |
| Жаксилик, село     | -           | 453                    | 255                    | 21                     | -                      |
| Костомар, село     | Семеновка   | 654                    | 773                    | 833                    | 629                    |
| Степне, село       | Степний     | 237                    | 262                    | 77                     | 64                     |
| Половниковка, село | -           | 1193                   | 1095                   | 785                    | 530                    |